# Luca Nardi
Luca Nardi (ur. 6 sierpnia 2003 w Pesaro) – włoski tenisista.

## Kariera tenisowa
W karierze zwyciężył w trzech turniejach cyklu ATP Challenger Tour. Ponadto wygrał trzy singlowe oraz jeden deblowy turniej rangi ITF.
W rankingu gry pojedynczej najwyżej był na 126. miejscu (7 listopada 2022), a w klasyfikacji gry podwójnej na 313. pozycji (3 października 2022).

### Zwycięstwa w turniejach ATP Challenger Tour

#### Gra pojedyncza
| Końcowy wynik | Nr | Data            | Turniej | Nawierzchnia  | Przeciwnik       | Wynik finału     |
| ------------- | -- | --------------- | ------- | ------------- | ---------------- | ---------------- |
| Zwycięzca     | 1. | 9 stycznia 2022 | Forli   | Twarda        | Mukund Sasikumar | 6:3, 6:1         |
| Zwycięzca     | 2. | 3 kwietnia 2022 | Lugano  | Twarda (hala) | Leandro Riedi    | 4:6, 6:2, 6:3    |
| Zwycięzca     | 3. | 4 września 2022 | Manacor | Twarda        | Zizou Bergs      | 7:6(2), 3:6, 7:5 |